# Forntidens teknik

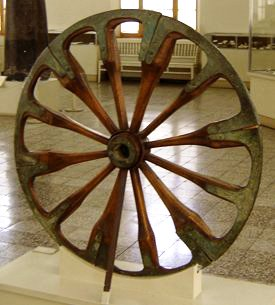
Ett hjul, beräknat att härstamma från 1000-talet f.Kr., som hittats vid Tchogha Zanbil, vilket då ingick i riket Elam, öster om Mesopotamien. Det finns nu i Nationalmuseet i Teheran.

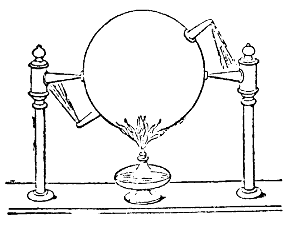
Herons kula

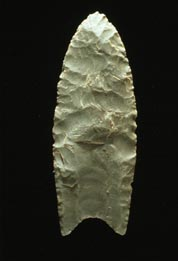
Spjutspets tillverkad av flinta funnen i Virginia i USA

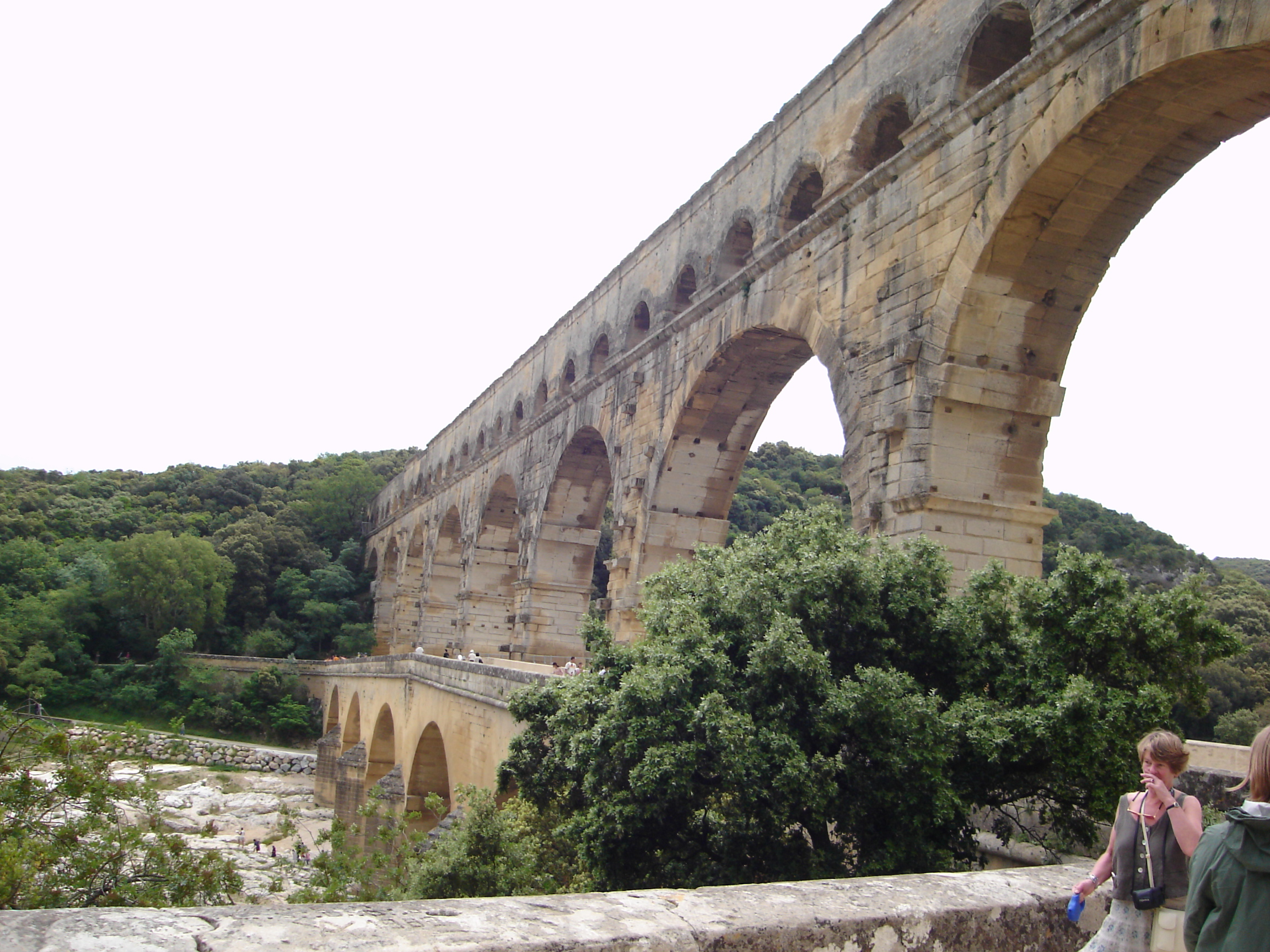
Pont du Gard, en romersk akvedukt från cirka 50 f.Kr. som finns i Frankrike

Med forntidens teknik menas den teknik och de uppfinningar som förekom under forntiden (i viss mån också medeltiden) före modern tid.

## Inledning
Mycket av dagens moderna teknik har forntida förebilder. Vi tror till exempel att ångmaskinen uppfanns på 1600–1700-talen av uppfinnaren James Watt, men en variant i form av Herons kula, en form av ångturbin uppfanns redan under antiken i Alexandria av en man vid namn Heron, men kom aldrig till praktisk användning. Likaså läser vi att geometri och aritmetik utvecklats i antikens Grekland, men de gamla sumererna hade redan ett hum om dem på 2000-talet f.Kr.. Man har också hittat en lerkruka i Tvåflodslandet som visar alla tecken på att ha varit någon slags galvanisk cell.

## Stenåldern (från paleolitisk till neolitisk tid)
Redan de tidigaste kända hominiderna under stenåldern, Australopithecus, hade primitiva verktyg av stenmaterial för att använda vid jakt och hushåll, såsom spjutspetsar och skärverktyg. Troligen kunde de också tillverka föremål av trä (till exempel spjut) och fibrer (gräskorgar), men de har inte bevarats till vår tid. Teknikutvecklingen tog mer fart för 30 000 år sedan, när den moderna Homo Sapiens Sapiens 
(Cro-Magnon i Europa) delvis med hjälp av din teknik att tillverka stenföremål började att "konkurrera" ut Neanderthalmänniskorna.
Under årtusenden hade människan långsamt lärt sig att behärska elden, och de första primitiva "lamporna" började att utformas men annars användes enklare facklor. Det finns antydningar att människor kan ha behärskat elden i ungefär 800 000 år. Men "kampen om elden" var revolutionerande för människosläktets utveckling. Elden kunde användas inte enbart för belysning, utan underlättade också i mattillagningen, samt kunde användas i mer destruktiva syften i konflikter.
Men den primitiva människan tog till sig "naturliga bostäder" det vill säga de bosatte sig i grottor. Det är svårt att veta i vilket skede människan började bygga hyddor av vegetabiliskt material, men mot slutet av den paleolitiska tiden byggdes de första "husen" som var av tillräckligt beständigt material för att kunna spåras vid utgrävningar, till exempel i Ukraina och Ryssland konstruerade av mammutben.
Den yngre stenåldern inträffade ungefär samtidigt då den sista istiden slutade. Verktyg förbättrades betydligt. Det tidigare isbelagda Norden började att befolkas. I Främre Orienten (den bördiga halvmånen) inleddes den "neolitiska revolutionen" bland annat med jordbrukets uppkomst (jordbruket kan ha uppstått på olika ställen även utanför Främre Orienten).
Så småningom lärde sig människor att framställa och bruka metaller: "uppfinningen" av brons som är en legering av de mjuka och relativt lättsmälta metallerna koppar och tenn. Av den betydligt hårdare bronsen gjordes verktyg och utvecklade människans destruktiva sida, det vill säga konstruktion av bronsvapen som svärd.
Under bronsåldern skedde också stora samhällsförändringar. Ett hierarkiskt samhälle utvecklades med mäktiga ledare, som i Norden efter döden lades i stora gravrösen.
I andra delar av världen var det ungefär samtidigt som bronsåldern de stora högkulturerna i Egypten, Kina, Mesopotamien och Indien kom till. Dessa kulturer konstruerade en monumental arkitektur; i Egypten stora pyramider, i Mesopotamien pyramidliknande byggnader, i Indien och Kina praktfulla tempel.
I Norden och på den europeiska kontinenten uppstod olika bronsålderskulturer. I norden dominerade nordisk bronsålderskultur, men på kontinenten kom istället urnefältskulturen att växa fram.

## Från de tidigaste högkulturerna till den klassiska antiken
I Egypten under 3000- till 2000-talet f.Kr. uppstod den faraoniska högkulturen och denna gav världen några viktiga uppfinningar: metoder för pyramidbyggande, med hjälp av bland annat hävstången, balsameringskonst och avancerat jordbruk (jordbruket hade uppkommit på olika ställen i världen oberoende av varandra), samt papyrus. Men det dröjde relativt länge innan egyptierna började använda metaller. Egyptierna utvecklade sina typiska papyrusbåtar. Egyptierna hade också sin typiska hieroglyfskrift, och hörde till de första som företog längre sjöresor, efter att de började importera cederträ från nuvarande Libanon. Roddare, som alltså utnyttjar hävstången för större kraft, jämfört med paddling som verkar direkt på verktyget (åran), ses för första gången på reliefer från Egypten. Papyrus var föga lämpligt för öppen sjö, men under 3000-talet f.Kr. utvecklade de en form av kravellbygge, där de fogade borden intill varandra med hjälp av timglasformade trätappar. Det anses att de redan vid den tiden seglade över östra Medelhavet.
I Mesopotamien (Babylonien) kom de tekniska uppfinningarna under 3000-talet f.Kr. då de började lägga ned stor möda på sina bostäder, och därför var mindre benägna att flytta efter tillgången på vilt. Som bofasta hade de större intresse av att utveckla jordbruket, med konstbevattning och jordbruksredskap, främst årdret. Seglet uppfanns möjligen först av sumererna, från omkring 3000-talet f.Kr. stammar en keramikmodell av en båt som har hål för mast, som finns på Irans Nationalmuseum. Det gjorde det lättar för dem att färdas mellan sina samhällen och utveckla handel. Handeln medförde behov att notera saker, och sumererna uppfann sin egen skrift: kilskriften, som betraktas som det första teckenbaserade skriftsystemet i världen, och därmed övergången mellan förhistorisk och historisk tid. I den sumeriska staden Ur har man hittat mosaiker som föreställer djur som drar vagnar med primitiva hjul, och ungefär vid den tiden torde man också ha kommit på att spänna dragdjur för årdret. Hjulet har uppfunnits i flera kulturer, oberoende av varandra ungefär samtidigt, bland annat i Kina, medan till exempel de prekolumbianska kulturerna i Nya världen inte kände till hjulet.

## Från hellenismen till medeltiden
I Perserriket uppfanns väderkvarnen omkring 600-talet f.Kr. Alexander den store erövrade hela perserriket ända fram till Indien under 300-talet f.Kr.. Med detta inleddes en ny era med nya tekniska uppfinningar. Alexandria i Egypten grundades och blev ett centrum för vetenskap, kultur och teknik. Alexandrias vetenskapsmän utvecklade först metoder att utnyttja vattenkraft. Det var också i Alexandria som uppfinnaren Heron framträdde. I Syrakusa under den här tiden verkade Arkimedes, som bland annat utvecklade krigföringen med sina förfinade katapulter, den berömda klon och hans påstådda brännspeglar.